# Mesquita Akhmat Kadírov
La mesquita Akhmat Kadírov (txetxè: Кадыров Ахьмадан цӀарах дина маьждиг, rus: Мечеть Ахмата Кадырова, Mechet Akhmata Kadyrova) és la principal mesquita de Grozni, la capital de la República de Txetxènia. Anomenada oficialment El Cor de Txetxènia (Нохчийчоьнан догrus, Сердце Чечни), és considerada com una de les mesquites més grans de la Federació Russa.
La mesquita porta el nom d'Akhmat Kadírov, el muftí que fou primer president de la República de Txetxènia, que el 1997 va impulsar el projecte de la seva construcció. El disseny de la mesquita, amb un conjunt de minarets de 63 metres d'alçada, es basa en l'estil otomà de la Mesquita Blava d'Istanbul. L'edifici, inaugurat l'octubre de 2008, forma part d'un complex de catorze hectàrees a tocar del riu Sunja, que també inclou una Universitat islàmica i allotjaments. Pot acollir fins a 10.000 fidels.
El projecte de construir una gran mesquita a Grozni prové del 1980, però el col·lapse del règim soviètic el va aturar. L'any 1997 Akhmat Kadírov va arribar a un acord per la construcció de la mesquita amb l'alcalde de la localitat turca de Konya, però els treballs inicials es van aturar el 1999 a causa de la guerra a Txetxènia. La construcció definitiva es va reprendre l'any 2006 de la mà del fill d'Ahmat, el president Ramzan Kadírov, i ha esdevingut la imatge principal del període de reconstrucció de Grozni després de la destrucció de les guerres dels anys noranta. La construccióv va ser feta per contractistes turcs, i segons algunes fonts l'any 2012 hi va haver una manifestació de treballadors reclamant pagaments pendents, que va ser dispersada violentament.
Els murs de la mesquita estan decorats amb marbre travertí, i el mihrab amb marbre blanc provinent de l'illa de Màrmara. Els murs i la cúpula també estan pintades per mestres turcs, amb frases de la sura Al-Ikhlàs (L'oració perfecta, sura 112 de l'Alcorà). La mesquita té 36 canelobres, dissenyats a semblança de tres importants santuaris islàmics: la Cúpula de la Roca de Jerusalem, la Mesquita del Profeta de Medina i el més gran, de 8 metres, de la Kaba de la Meca.